# Hoya limoniaca
Hoya limoniaca är en oleanderväxtart som beskrevs av Spencer Le Marchant Moore. Hoya limoniaca ingår i släktet Hoya och familjen oleanderväxter. Inga underarter finns listade i Catalogue of Life.